# Зульцфельд (Баден-Вюртемберг)
Зульцфельд (нім. Sulzfeld) — громада в Німеччині, знаходиться в землі Баден-Вюртемберг. Підпорядковується адміністративному округу Карлсруе. Входить до складу району Карлсруе.
Площа — 18,76 км2. Населення становить 4903 ос. (станом на 31 грудня 2020).